# 原始取得
原始取得（げんししゅとく）とは、取得した権利の根拠がその権利を前に有していた者の権利にあるのではなく、その取得によって原始的（原初的）に成立する場合の権利取得。原始的取得ともいう。

## 概説
原始取得は新しい所有権の発生を意味する。原始取得には狩猟、漁獲、採掘などによるもののほか、法律の規定によって別の者によって所有権が取得される場合も含まれている。この場合、原始取得される以前に所有権に負担が設定されていたとしても引き継がれない。
原始取得と対となる概念は承継取得（承継的取得）である。承継取得は取得した権利の根拠が前主（その権利を前に有していた者）の権利にあり、その権利の同一性を維持したまま権利が移転するものである。承継取得の場合には原始取得とは異なり所有権に設定されていた地上権や抵当権などの制限物権が所有権の負担として引き継がれることとなる。
民法第2編第3章第2節（所有権の取得）に定められている所有権の取得原因はすべて原始取得である。しかし、現代社会において所有権の取得原因として最も主要なものは契約（売買等）と相続でいずれも承継取得である。また、第一次産業や製造工業では先占・付合・加工による所有権の原始取得はあるものの、そこでは使用者と労働者との契約関係が主に問題となり、民法第2編第3章第2節の規定そのものが問題となることはほとんどない。そのため民法第2編第3章第2節の規定の現代社会における意義はあまり大きいものではない。
また、一般に時効取得と即時取得も原始取得の一態様とされている。ただし、これらは前主の権利に付着していた負担が取得時に払い落とされることを説明するための法的構成にすぎない。
なお、不動産取得税でいう原始取得とは、家屋の新築・増築などを指す。
- 民法について以下では、条数のみ記載する。

## 原始取得の態様
民法に示されている原始取得は以下のとおり。
無主物先占
所有者のない動産は、所有の意思をもって占有することによって、その所有権を取得するとされている（239条1項）。川で魚を釣った場合がこれにあたる。
なお、所有者のない不動産は、国庫に帰属する（同2項）。これは不動産の無主物先占を否定する趣旨である。
遺失物拾得
遺失物は、遺失物法の定めるところに従い公告をした後3ヶ月以内に所有者が判明しないときは、発見者が所有権を取得するとされる（240条）。公告期間は1958年の法改正で1年から6か月に短縮され、さらに2006年の法改正で6か月から3か月に短縮されている。
埋蔵物発見
埋蔵物は、遺失物法の定めるところに従い公告をした後6ヶ月以内にその所有者が判明しないときは、これを発見した者がその所有権を取得する。ただし、他人の所有する物の中から発見された埋蔵物については、これを発見した者及びその他人が等しい割合でその所有権を取得する（241条）。公告期間は遺失物とは異なり2006年の法改正でも変更されておらず6ヶ月である（遺失物法第7条4項）。
添付
物が、所有権者の異なる他の物と結合するなどして新たな物を生み出した場合に、新たにできた物の所有権の帰属を定める制度。付合（242条・243条）、混和（245条）、加工（246条）の3種類がある。
時効取得
所有の意思をもって、平穏かつ公然と他人の物を占有し続けた者に、その所有権を取得させる制度。取得時効は20年だが、占有の開始時に善意・無過失であれば、10年とされる（162条）。
即時取得
動産を占有している無権利者を真の権利者と過失なく誤信して取引をした者に、その動産について所有権を取得させる制度（192条）。善意・無過失が要件とされるため善意取得ともいう。
自動車など登録制度のある動産には即時取得は成立しない。ただし、未登録・未登記・登録を抹消されたものは即時取得の対象となる（最判昭和45年12月4日民集24巻13号1987頁、最判平成14・10・29民集56巻1964頁）。